# Sandhja
Sandhja Kuivalainen, művésznevén Sandhja (Espoo, 1991. március 16. –) finn énekesnő. Ő képviselte Finnországot a 2016-os Eurovíziós Dalfesztiválon, Stockholmban a Sing It Away című dalával. Sandhja indiai–guyanai származású édesanyától és finn édesapától született.

## Pályafutása
Sandhja első kislemeze, a Hold Me 2013. november 15-én jelent meg, és a debütáló stúdióalbumának első kislemeze volt. 2014. március 7-én adta ki második kislemezét, a Goldot, majd 2014. május 23-án a Gold című debütáló albumát, amely a Sony Music Entertainment Finland gondozásában jelent meg.
2015 májusában Sandhja közreműködött Brandon Bauer The Flavor című kislemezén. Október 30-án kiadta a My Bass című dalt. 2016. január 12-én bejelentették, hogy az énekesnő az Uuden Musiikin Kilpailu finn eurovíziós nemzeti válogatóműsor tizennyolc elődöntőse lett. A harmadik elődöntőből továbbjutott a döntőbe, ahol a zsűriszavazást megnyerve, a közönségszavazáson pedig harmadik helyen végezve megnyerte a versenyt, így ő képviselte Finnországot a 2016-os Eurovíziós Dalfesztiválon, ahol az első elődöntő első fellépője volt 2016. május 10-én, a stockholmi Ericsson Globe arénában. Itt azonban a tizenötödik helyen végzett, így nem jutott tovább a május 14-i döntőbe.
Második stúdióalbuma, a Freedom Venture 2016. április 29-én jelent meg.

## Diszkográfia

### Albumok
- Gold (2014)
- Freedom Venture (2016)

### Kislemezek
- Hold Me (2013)
- Gold (2014)
- My Bass (2015)
- Sing It Away (2016)
- Love Me High (2016)
- We Go On (2017, Gracias & Ekow-val közösen)